# Rodrigo Bentancur
Rodrigo Bentancur Colmán, född 25 juni 1997 i Nueva Helvecia, är en uruguayansk fotbollsspelare som spelar för Tottenham Hotspur. Han representerar även Uruguays fotbollslandslag.

## Karriär
Den 31 januari 2022 värvades Bentancur av Tottenham Hotspur, där han skrev på ett 4,5-årskontrakt.